# Guillaume Bigourdan
Guillaume Bigourdan, född den 6 april 1851 i Sistels, Tarn-et-Garonne, död den 28 februari 1932 i Paris, var en fransk astronom.
Bigourdan blev 1877 biträdande astronom vid observatoriet i Paris. Han utförde en mängd värdefulla astronomiska observationsarbeten, framförallt beträffande nebulosorna och stjärnhoparna, och ägnade sig även åt arbeten rörande astronomins historia. Hans främsta verk är Observations de nébuleuses et d'amas stellaires (5 band, 1892–1917). Bigourdan utgav även en ny upplaga av Pingrés Annales célestes du XVII. siècle (1901). Han tilldelades Valzpriset 1886, Lalandepriset 1891 och Jules Janssens pris 1919.